# Ostreopsis siamensis
Espèce
Ostreopsis siamensis est une espèce de dinophycées du genre Ostreopsis de la famille des Ostreopsidacea présente dans l'environnement maritime. Sa prolifération à proximité des plages est connue pour causer des problèmes de toxicité en santé humaine.

## Taxonomie
L'espèce Ostreopsis siamensis a été décrite pour la première fois en 1901 par Johs. Schmidt,. Elle est devenue l'espèce type du genre Ostreopsis.

## Toxicité
L'espèce Ostreopsis siamensis est capable de produire une dizaine d'analogues de la Palytoxine dont les ostreocin-A et ostreocin-E1.

## Distribution
C'est une espèce qui a été retrouvée un peu partout dans le monde : sur le pourtour méditerranéen (Grèce, Italie, Espagne, Liban) et sur les côtes de l'Atlantique (France); en Amérique du Nord, au niveau de la Floride, du Mexique; en Asie au niveau de la Thaïlande, de la Chine et de la Russie; en Océanie au niveau de l'Australie et de la Nouvelle-Zélande (AlgaeBase).
Les observations des deux espèces O. ovata et O. siamensis en Grèce au nord de la Mer Égée ont montré une saisonnalité de la prolifération avec des maximum entre la mi-été et la fin de l'automne.

## Proliférations remarquables
Durant l'été 2021, une prolifération de cette espèce a entraîné, le 8 août 2021 la fermeture des plages de quatre communes du littoral basque en France (Biarritz, Bidart, Guéthary et Saint-Jean-de-Luz). En dehors de l'odeur nauséabonde  qu'elle dégageait, elle a surtout entraîné des vomissements et des gênes respiratoires (rhinites, éternuements, irritations de la gorge) chez des baigneurs, des surfeurs et des maîtres-nageurs sauveteurs. Initialement attribuée à Ostreopsis ovata, cette contamination a finalement été confirmée comme causée par Ostreopsis siamensis.